# Ganglion submandibulare
Das Ganglion submandibulare (von griechisch ganglion „Nervenknoten“, „Überbein“; von lateinisch sub „unter“, Mandibula „Unterkiefer“) ist ein parasympathisches Ganglion in der Unterkiefergegend. Bei Tieren wird es als Ganglion mandibulare bezeichnet.
Das Ganglion submandibulare ist die Umschaltstation auf das zweite, postganglionäre Neuron der im Nervus lingualis (Zungennerv) verlaufenden Fasern, die eigentlich aus der Chorda tympani (Paukensaite) stammen. Nach der Umschaltung ziehen die Fasern zu den Speicheldrüsen der Unterkieferregion (Glandulae sublinguales und Glandula submandibularis). Der Parasympathikus regt die Sekretion dieser Drüsen an.
Durch das Ganglion ziehen auch sympathische Fasern, die es aber lediglich passieren und keine Umschaltung erfahren.